# Mine d'Imón
La mine d'Imón est une mine souterraine de sel située en Espagne. Elle est classée bien d'intérêt culturel en 1992.

## Protection
La mine fait l’objet d’un classement en Espagne au titre de bien d'intérêt culturel depuis le 23 juin 1992.